# Anthologie des Schwarzen Humors
Die Anthologie des Schwarzen Humors (französischer Originaltitel: Anthologie de l'humour noir) ist eine von André Breton (1896–1966) herausgegebene Anthologie von 45 Schriftstellern. 

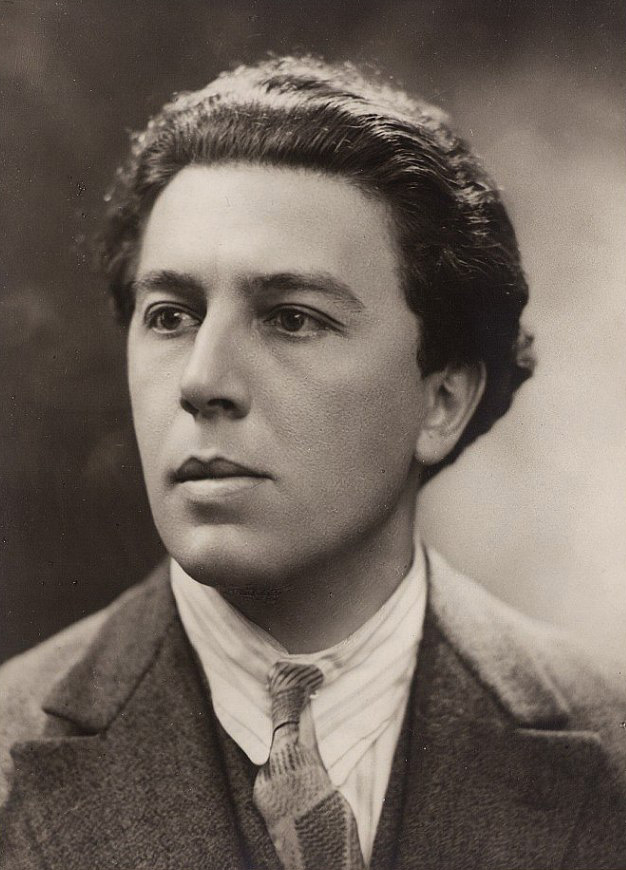
André Breton (fotografiert von Henri Manuel, 1927)

## Kurzeinführung
Die Anthologie wurde erstmals 1939 bzw. 1940 in Paris bei Éditions du Sagittaire veröffentlicht und ihr Vertrieb wurde von der Vichy-Regierung sofort verboten. Nach Bretons Rückkehr aus dem Exil wurde sie 1947 mit einigen Ergänzungen neu aufgelegt. 1966 wurde das Buch erneut veröffentlicht und diese Ausgabe als „die endgültige“ bezeichnet.
Die Anthologie stellte nicht nur einige bis dahin fast unbekannte oder vergessene Autoren vor, sondern prägte auch den Begriff „schwarzer Humor“. Die Auswahl der Autoren erfolgte ganz nach Bretons Geschmack, den er im Vorwort erläutert (er nennt es „Der Blitzableiter“, ein von Lichtenberg vorgeschlagener Begriff). Es gilt als ein Werk von großer Tiefe, Breton war der wichtigste Theoretiker der surrealistischen Bewegung. Die Autoren, die jeweils durch ein Vorwort von Breton eingeführt und durch einige Seiten aus ihren Schriften vertreten werden, sind chronologisch geordnet. 

Dem französischen Schriftsteller und Literaturkritiker Jean-Louis Bédouin zufolge wurden diese Texte 

„nicht mit dem Ziel zusammengestellt, zu überzeugen oder zu beweisen. Sie dienen nicht als Illustration für eine These. Sie leuchten und brennen, sie sind Waffen.“

Das Buch ist immer noch im Druck. Es wurde in mehrere Sprachen übersetzt, ins Englische von Mark Polizzotti im Jahr 1997; eine deutsche Übersetzung war bereits 1971 erschienen, die erste deutsche Ausgabe folgte der vierten französischen Ausgabe von 1966.

## Inhaltsübersicht
Die deutsche Übersetzung der Anthologie hat den folgenden Inhalt:
- Jonathan Swift (1665–1745)
  - Anweisungen für die Dienerschaft
  - Bescheidener Vorschlag, wie Kinder armer Leute in Irland davor bewahrt werden sollen, ihren Eltern oder dem Staat zur Last zu fallen, und wie sie dem Gemeinwesen zum Nutzen gereichen können
  - Meditation über einen Besenstiel
  - Gedanken über verschiedene Gegenstände
- D.-A.-F. de Sade (1740–1814)
  - Juliette
  - An Madame de Sade
- Georg Christoph Lichtenberg (1742–1799)
  - Bemerkungen
- Charles Fourier (1772–1837)
  - Die boréale Krone
  - Methode der Vereinigung der Geschlechter in der siebenten Periode (nicht aber in der achten)
  - Einzelheiten einer Schöpfung von übermäßiger Klaviatur
  - Geläufige Nachweise des grauen Stars
  - Der Elefant, der Hund . . .
- Thomas de Quincey (1784–1859)
  - Der Mord als eine schöne Kunst betrachtet
- Pierre-François Lacenaire (1800–1836)
  - Träume eines zum Tode Verurteilten / Rêves d'un condamné à mort
- Christian Dietrich Grabbe (1801–1836) 
  - Scherz, Satire, Ironie und tiefere Bedeutung
- Pétrus Borel (1809–1859) 
  - Rhapsodien
  - Händler und Dieb ist einunddasselbe
  - Der Leichenträger
- Edgar Allan Poe (1809–1849)
  - Der Engel des Sonderbaren
- Xavier Forneret (1810–1885)
  - Ein armer Schüchterner / Un pauvre honteux
  - Ohne Titel
- Charles Baudelaire (1821–1867)
  - Der schlechte Glaser
- Lewis Carroll (1832–1898)
  - Die Hummer-Quadrille
- Villiers de l’Isle-Adam (1840–1889) 
  - Der Schwanentöter
- Charles Cros (1842–1888)
  - Der Räucherhering / Le hareng saur
  - Die Wissenschaft der Liebe
- Friedrich Nietzsche (1844–1900)
  - An Jacob Burckhardt
- Isidore Ducasse Comte de Lautréamont (1846–1870)
  - Die Gesänge des Maldoror
  - Brief
- Joris-Karl Huysmans (1848–1907)
  - Zu zweit
  - Im Hafen
- Tristan Corbière (1845–1875)
  - Litanei vom Schlaf / Litanie du sommeil
- Germain Nouveau (1852–1920)
  - Der Kamm / Le peigne
- Arthur Rimbaud (1854–1891)
  - Ein Herz unter der Soutane
  - Brief
- Alphonse Allais (1854–1905)
  - Ein typisch pariserisches Drama
  - Sommervergnügen
- Jean-Pierre Brisset (1837–1919)
  - Das Große Gesetz oder Der Schlüssel der Sprache
  - Bildung des Geschlechts
  - Das Herz
- O. Henry (1862–1910)
  - Derweil das Auto wartet
- André Gide (1869–1951) 
  - Prometheus spricht
- John Millington Synge (1871–1909)
  - Der Held der westlichen Welt
- Alfred Jarry (1873–1907)
  - Epilog / Epilogue
  - Das Enthirnungslied / La chanson du décervelage
  - Ubu in Ketten
  - Die Nachtblinden
  - Der Supermann
  - Die Passion als Bergrennen
- Raymond Roussel (1877–1933) 
  - Impressionen aus Afrika
  - Der Sonnenstaub
  - Neue Impressionen aus Afrika / Nouvelles impressions d'Afrique
- Francis Picabia (1879–1953) 
  - Der kalte Blick
  - Zwischenspiel von fünf Minuten
  - Das Kind / L'enfant
- Guillaume Apollinaire (1880–1918)
  - Dramaturgie
  - Die Begegnung
  - Der Otter / Le phoque
  - Hut-Grab / Chapeau-tombeau
  - Ein Gedicht / Un poème
- Pablo Picasso (1881–1973) 
  - Gedichte
- Arthur Cravan (1881–1920)
  - André Gide
- Franz Kafka (1883–1924)
  - Die Verwandlung
  - Eine Kreuzung
  - Die Brücke
- Jakob van Hoddis (1887 bis nach 1942) 
  - Der Träumende
  - Tohub
  - Der Visionarr
- Marcel Duchamp (1887–1968)
  - Wortspiele
- Hans Arp (1888–1966)
  - Bestiarium ohne Vornamen / Bestiaire sans prénom
- Alberto Savinio (1891–1952)
  - Einführung in ein merkurisches Leben
- Jacques Vaché (1896–1919)
  - Briefe
- Benjamin Péret (1899–1959)
  - Die Parasiten reisen
  - Drei Kirschen und eine Sardine / Trois cerises et une sardine
- Jacques Rigaut (1899–1929)
  - Posthumes Papier
- Jacques Prévert (1900–1977)
  - Beschreibungsversuch eines Diner de Têtes zu Paris, Frankreich
- Salvador Dali (1904–1989)
  - Die neuen Aspekte des gespenstischen Sex-Appeals
- Jean Ferry (1906–1974)
  - Der mondäne Tiger
- Leonora Carrington (1917–2011)
  - Der Backfisch
- Gisèle Prassinos (1920–2015)
  - Ein Gespräch
  - Das Kind
- Jean-Pierre Duprey (1930–1959)
  - Der blasphemische Wald